# Авейрівська діоцезія
Аве́йрівська діоце́зія (лат. Dioecesis Aveirensis; порт. Diocese de Aveiro) — діоцезія римського обряду Католицької церкви в Португалії, з центром у місті Авейру. Охоплює терени Авейрівського округу. Входить до складу Бразької церковної провінції. Суфраганна діоцезія Бразької архідіоцезії. Заснована 24 серпня 1938 року. Голова — єпископ Авейрівський. Центральний храм — Авейрівський собор.  Площа — 1,537 км². Населення — 314,800 ос.; з них католики — 274,400 ос. (87.2%). Чинний голова — Антоніу Мойтеру, єпископ Авейрівський.

## Назва
- Аве́йрівська діоце́зія (лат. Dioecesis Aveirensis;  порт. Diocese de Aveiro)
- Аве́йрівське єпи́скопство (порт. Bispado de Aveiro)

## Історія
12 квітня 1774 року, за понтифікату римського папи Климента XIV і правління португальського короля Жозе I, створена Авейрівська діоцезія  шляхом виокремлення зі складу Коїмбрської діоцезії.
30 вересня 1881 року, за понтифікату римського папи Лева XIII, Авейруська діоцезія скасована і приєднана до Коїмбрської діоцезії
24 серпня 1938 року, за понтифікату римського папи Пія XI і прем'єрства Антоніу Салазара, створена нова Авейрівська діоцезія шляхом виокремлення зі складу Коїмбрської, Портської і Візеуської діоцезій.

## Єпископи
Згідно з «GCatholic» і Catholic-Hierarchy.org:
| Термін                            | Єпископ                            |
| Єпископи Авейрівські              | Єпископи Авейрівські               |
| --------------------------------- | ---------------------------------- |
| 18 квітня 1774 — 3 листопада 1799 | Антоніу Фрейре-Гамейру де Соза     |
| 20 липня 1801 — 17 липня 1813     | Антоніу-Жозе Кордейру              |
| 4 вересня 1815 — 27 березня 1837  | Мануел Пашеку де Резенде           |
| Апостольський адміністратор       |                                    |
| 11 листопада 1938 — 16 січня 1940 | Жуан-Еванжелішта де Ліма-Відал     |
| Єпископи Авейрівські              |                                    |
| 16 січня 1940 — 5 січня 1958      | Жуан-Еванжелішта де Ліма-Відал     |
| 11 серпня 1958 — 21 січня 1962    | Домінгуш да Апрезентасан-Фернандеш |
| 16 вересня 1962 — 20 січня 1988   | Мануел де Алмейда-Тріндаде         |
| 20 січня 1988 — 21 вересня 2006   | Антоніу Балтазар-Марселіну         |
| 21 вересня 2006 — 21 лютого 2014  | Антоніу-Франсішку душ Сантуш       |
| від 4 липня 2014                  | Антоніу-Мануел Мойтейру-Рамош      |

## Статистика
Згідно з «Annuario Pontificio» і Catholic-Hierarchy.org:
| Рік  | Населення | Населення | Населення | Священики | Священики | Священики | Священики           | Диякони | Ченці    | Ченці | Парафії |
| Рік  | католики  | загалом   | %         | загалом   | секулярні | ченці     | вірних на священика | Диякони | чоловіки | жінки | Парафії |
| ---- | --------- | --------- | --------- | --------- | --------- | --------- | ------------------- | ------- | -------- | ----- | ------- |
| 1950 | 200.000   | 205.000   | 97,6      | 150       | 135       | 15        | 1.333               |         | 15       | 99    | 86      |
| 1959 | 218.000   | 225.863   | 96,5      | 164       | 152       | 12        | 1.329               |         | 15       | 159   | 91      |
| 1970 | 234.689   | 242.489   | 96,8      | 155       | 144       | 11        | 1.514               |         | 17       | 194   | 95      |
| 1980 | 242.000   | 255.000   | 94,9      | 146       | 130       | 16        | 1.657               |         | 25       | 172   | 95      |
| 1990 | 261.500   | 310.900   | 84,1      | 137       | 121       | 16        | 1.908               | 9       | 27       | 160   | 99      |
| 1999 | 270.000   | 282.295   | 95,6      | 128       | 112       | 16        | 2.109               | 17      | 31       | 171   | 101     |
| 2000 | 270.000   | 282.295   | 95,6      | 128       | 112       | 16        | 2.109               | 24      | 31       | 163   | 101     |
| 2001 | 270.000   | 282.295   | 95,6      | 127       | 110       | 17        | 2.125               | 24      | 29       | 154   | 101     |
| 2002 | 270.000   | 309.495   | 87,2      | 123       | 109       | 14        | 2.195               | 24      | 24       | 155   | 101     |
| 2003 | 270.000   | 309.495   | 87,2      | 116       | 103       | 13        | 2.327               | 24      | 15       | 154   | 101     |
| 2004 | 270.000   | 309.495   | 87,2      | 110       | 97        | 13        | 2.454               | 28      | 18       | 162   | 101     |
| 2006 | 271.000   | 310.700   | 87,2      | 106       | 94        | 12        | 2.556               | 28      | 24       | 157   | 101     |
| 2012 | 274.400   | 314.800   | 87,2      | 97        | 81        | 16        | 2.828               | 34      | 17       | 161   | 101     |